# Энпи-луххан
Энпи-луххан (Enpi-Luhhan; шумерские источники называют его Энбилуа) — царь эламской области Симашки. Современник царя III династии Ура Ибби-Суэна.
На 4-м году Ибби-Суэна (ок. 2024 года до н. э.) Энпи-луххан совершил набег с гор на Сузиану и освободил города Аван, Адамдун, Сузы.
В 2022 году до н. э. Ибби-Суэн предпринял поход в Элам, где отвоевал упомянутые города, взял в плен Энпи-луххана и увёз его в Ур.
| Династия Симашки         |                                       |                        |
| Предшественник: Гирнамме | царь Элама 2-я пол. XXI века до н. э. | Преемник: Хутрантемпти |